# Сосновський Іван Васильович
Іва́н Васи́льович Сосно́вський (28 березня (9 квітня) 1868 — після 1917) — чинний статський радник, камергер, архангельський губернатор (1907—1911), одеський градоначальник (1911—1917).

## Біографія

### Раннє життя
Іван Сосновський народився 28 березня (9 квітня) 1868 році в сім'ї Василя Йосиповича Сосновського.
У 1890 році закінчив юридичний факультет Імператорського Санкт-Петербурзького університету з «дипломом першого ступеня» і вступив на службу в Земський відділ Міністерства внутрішніх справ.

### Чиновник
Улітку 1893 року архангельський губернатор, Олександр Енгельгардт, запропонував йому посаду молодшого чиновника за особливими дорученнями. Через рік, 30 серпня 1894 року його нагородили орденом Святого Станіслава 3-го ступеня і невдовзі перевели в Санкт-Петербург до Міністерства внутрішніх справ. Весною 1897 року його призначено старшим помічником начальника канцелярії Комітету міністрів.
У 1899 році відряджений в Сибір — опікуватися переселенськими питаннями вздовж траси Транссибірської магістралі, що будувалася.
У 1900 році, коли Сосновський був відряджений на Всесвітню виставку в Парижі як завідувач відділу Комітету Сибірської залізниці, французький уряд відзначив його кавалерським Хрестом ордена Почесного легіону.

### Пермський віцегубернатор
У січні 1903 року він очолив відділення канцелярії Комітету міністрів, звідки 6 грудня 1904 року був переведений на посаду пермського віцегубернатора.

### Архангельський губернатор
На пропозицію Петра Столипіна призначений архангельським губернатором. На посаду віцегубернатора він запросив Олександра Шидловського. За Сосновського в Архангельській губернії введено суд присяжних і земські установи. З його ініціативи в Архангельську спорудили пам'ятник Петру I. Він продовжив розпочате ще за Енгельгардта влаштування телефонно-телеграфного повідомлення Архангельська: телеграфна лінія, що зв'язала всі пункти Мурманського узбережжя, дозволила організувати телеграфну службу штормових попереджень, розроблену Леонідом Брейтфусом. До 1911 року Архангельськ був пов'язаний телеграфною мережею з Санкт-Петербургом і всіма повітовими містами Російської імперії. На час його губернаторства припав 200-річний ювілей Михайла Ломоносова, Іван Сосновський брав найактивнішу участь у підготовці урочистостей. З його ініціативи з 22 травня 1911 року Архангельській гімназії присвоїли найменування Ломоносовської, а в листопаді була заснована гімназійна Ломоносовська стипендія «для освіти одного з селян Архангельської губернії». Сосновський також виступив з ініціативою заснувати в Архангельську музей Російської Півночі імені Михайла Ломоносова, яка була схвалена 8 листопада 1911 року імператором Миколою II. Створено Архангельське суспільство вивчення Російської Півночі.
2 грудня 1909 року міська дума на засіданні під головуванням Івана Сосновського склала «доповідну записку від Архангельського міського громадського управління з клопотанням про звернення уваги уряду на доцільність з'єднання Архангельського порту залізницею із Західним Сибіром».
Сосновський був ініціатором і організатором експедицій Володимира Русанова на Нову Землю, внаслідок чого в 1910 році організували становище Ольгінське на Північному острові Нової Землі. На його наполягання скарбницею куплено швидкохідне судно «Андрій Первозванний» — для використання як сторожовий корабель у Баренцовому морі та біля Нової Землі.
Сосновським направлено клопотання про започаткування прикордонної варти на російсько-норвезькому кордоні та в 1912 році з'явився перший сторожовий пост. Така плідна діяльність призвела до обрання Івана Сосновського почесним громадянином Архангельська.

### Одеський градоначальник
Гострий ревматизм змусив його змінити клімат на південний і з 1911 по січень 1917 року він був одеським градоначальником.

### Останні роки життя
З 11 січня 1917 року — товариш міністра внутрішніх справ Олександра Протопопова. Подальшої інформації про нього немає. Видав низку праць, зокрема склав фотоальбом «Північний край» (рос. «Северный край») (1908).

## Сім'я
Дружина (1909—1917) — Любов Семенівна Тюмянцева (1884—1953), за першим шлюбом княгиня Вадбольська. Благодійниця. З 1923 року в еміграції у Франції жила в Парижі. Була членкинею Сестринства при Соборі Святого Олександра Невського. Працювала у бібліотеці храму. Неодноразово отримувала подяку за церковну діяльність. Померла у жовтні 1953 року в Парижі.

## Нагороди
- Кавалер імператорського і царського ордена Святого Станіслава 3 ступеня;
- Кавалер імператорського ордена Святої Анни 3 ступеня;
- Кавалер ордена Святого Володимира 4 ступеня;
- Кавалер ордена Почесного легіону;
- Кавалер ордена Лева і Сонця 2 ступеня.